# Monte Stella
Monte Stella (3262 m n. m.) je hora v Přímořských Alpách. Leží na území Itálie v regionu Piemont blízko hranic s Francií. Jedná se o druhý nejvyšší vrchol Přímořských Alp. Nachází se severovýchodně od Monte Argentera.